# Rubén Evaristo Fernández
Rubén Fernández (Villarrica, Paraguay; 2 de mayo de 1931 – Buenos Aires, Argentina; 9 de octubre de 2015) fue un futbolista de Paraguay que jugó en la posición de delantero.

## Carrera

### Club
| Periodo   | Club                   |
| --------- | ---------------------- |
| 1950–1953 | Club Libertad          |
| 1953–1956 | CA Boca Juniors        |
| 1957–1958 | San Lorenzo de Almagro |

### Selección nacional
Jugó para Paraguay en siete partidos de la Copa América 1953 donde anotó tres goles, fue el capitán del equipo que fue campeón del torneo.

## Vida personal
Luego de verse forzado a retirarse como futbolista a los 27 años por las lesiones, Fernández se convirtió en dentista y se mudó a Buenos Aires.

## Logros

### Club
- Plaqueta Millington Drake (1): 1953
- Primera División de Argentina (1): 1954

### Selección nacional
- Copa América (1): 1953